# Violettblättriger Zwergknäueling
Der Violettblättrige Zwergknäueling (Panellus violaceofulvus syn. Pleurotus violaceofulvus) ist eine Pilzart aus der Familie der Helmlingsverwandten (Mycenaceae).

## Merkmale

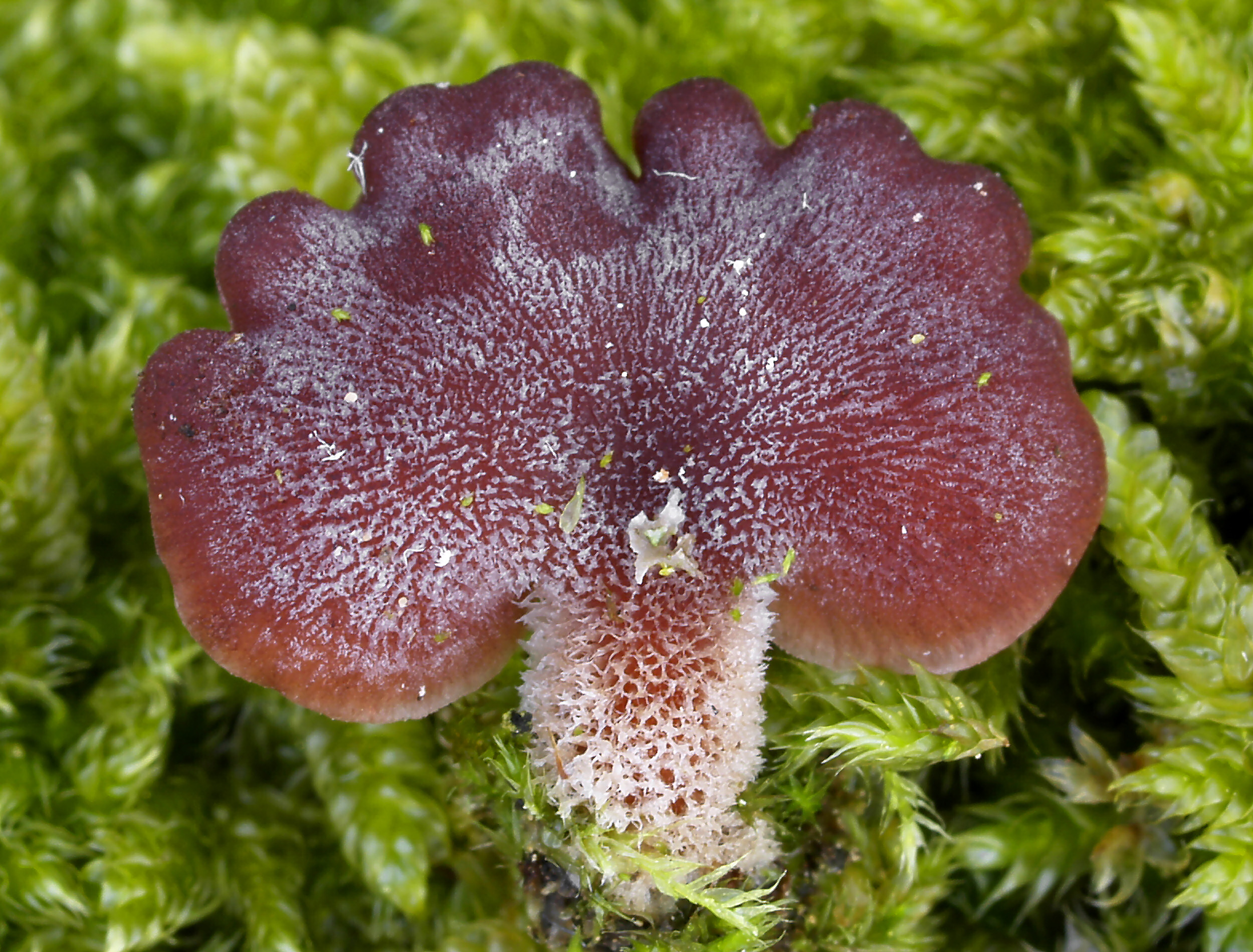
Weißlich behaarte bis striegelige Oberseite des Violettblättrigen Muschelseitlings (P. violaceofulvus)

Die gesellig, knäuelig oder dachziegelartig übereinander wachsenden Fruchtkörper des Violettblättrigen Muschelseitlings haben einen Durchmesser von 8 bis 25 mm. Sie sind jung halbkugelig-haubenförmig, im älteren Zustand ausgebreitet und muschel-hütchenförmig. Der Stiel ist höchsten rudimentär vorhanden, meist sitzen die Fruchtkörper stiellos der Rinde auf, an der Unterseite des Substrates sind sie mit dem Scheitel am Substrat angewachsen (resupinat). Ihre Oberfläche ist von schwarz- bis braunvioletter Grundfarbe und mit weißem Filz bedeckt, sie ist matt und trocken, der Hutscheitel ist oft weiß bereift. Der Rand der Hüte ist glatt. Die Lamellen sind breit, sie laufen gegen die Anwachsstelle konzentrisch zusammen, ihre Farbe ist jung hellcreme und wird später violettbräunlich. Das Sporenpulver ist weiß.

## Ökologie
Der Violettblättrige Muschelseitling ist ein saprobiontischer Bewohner von abgestorbenem Nadelholz und besiedelt hauptsächlich liegende oder noch ansitzende tote Äste und Zweige (Reisighaufen) und Stämmchen. Das bevorzugte Substrat ist Weißtanne, deutlich seltener ist er an Fichte und Kiefer anzutreffen. 
Gminder und Krieglsteiner bezeichnen den Violetten Muschelseitling als „Charakterart der ‚Artenreichen Bergmischwälder‘“, der montane Rotbuchen-Weißtannen- und Weißtannenwälder, sowie bodensaure Fichten-Weißtannenwälder besiedelt.

## Verbreitung
Die Art kommt in Nordasien (Kaukasus) und Europa vor. In Europa ist sie im Bereich der Karpaten und Alpen verbreitet, sie wird in Rumänien, dem östlichen Frankreich, Luxemburg, der Schweiz, Liechtenstein, Österreich, Tschechien, der Slowakei und dem südlichen Polen gefunden. In Deutschland kommt sie nur in Bayern und Baden-Württemberg vor. 

## Bedeutung
Der Violettblättrige Muschelseitling ist als Speisepilz ungeeignet, als Holzzerstörer ist er nicht von forstwirtschaftlicher Bedeutung.